# リュクルゴス (立法者)

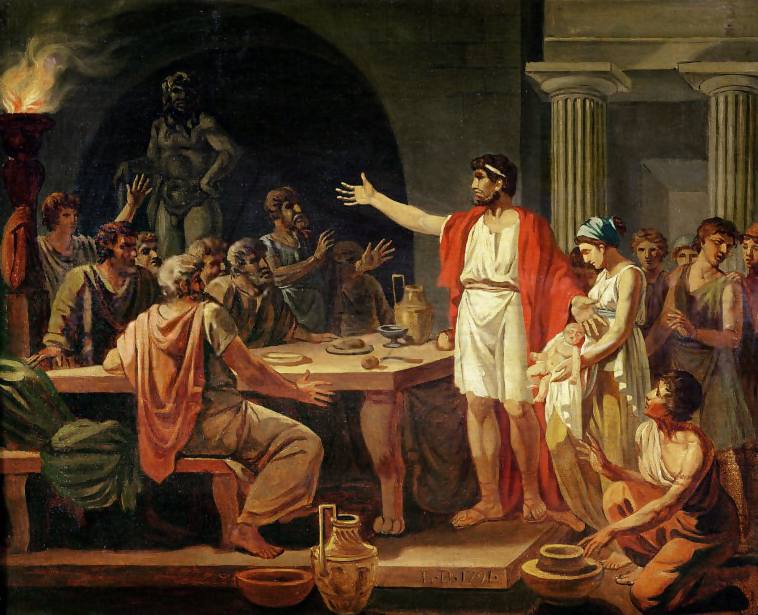
ダヴィッド画『スパルタのリュクルゴス』

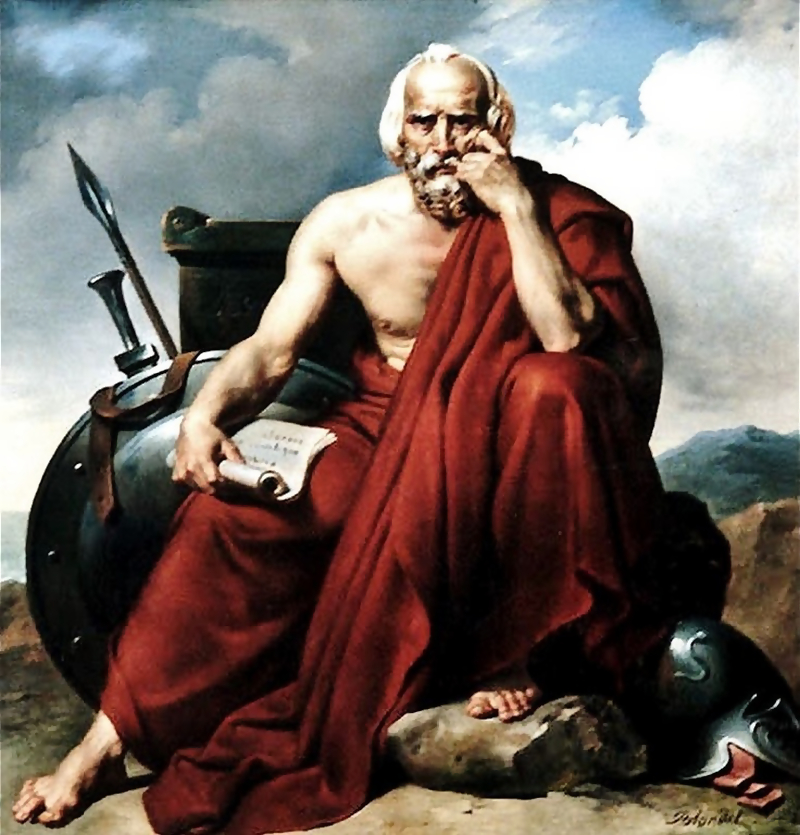
メリー＝ジョゼフ・ブロンデル画『スパルタのリュクルゴス』

リュクルゴス（リュクールゴス、古希: Λυκοῦργος、古代ギリシア語ラテン翻字: Lukoũrgos、前11世紀から前8世紀の間ごろ）は、古代ギリシア・スパルタの伝説上の立法者・王族。「スパルタ教育」で知られるスパルタ独自の国制、通称「リュクルゴス体制」を創始した。実在したか定かでない。

## 生涯
プルタルコス『対比列伝（英雄伝）』の「リュクルゴス伝」を筆頭に、古代の様々な文献で言及される。しかし古代からすでに、生涯に諸説ある謎多き人物だった。
スパルタの二つの王家（エウリュポン家とアギス家）のどちらかの王族であり、エウリュポン家の場合はエウノモスの子またはプリュタニスの子、アギス家の場合はアギス1世の子とされる。
エウノモスの子の場合、兄王ポリュデクテスの死後8ヶ月王位に就いたが、兄王の寡婦がカリラオスを産むと王位を譲り、幼君の摂政となった。
その後、クレタ島・小アジア・エジプト・インドを旅した。この旅のなかで、デルポイの神託（またはクレタの国制）をもとに「リュクルゴス体制」を考案した。旅では他にも、ホメロスの写本を収集したとも、インドでギュムノソピスタイと交流したともいう。
帰国して「リュクルゴス体制」を定めたが、土地の再分配に反対する富裕層からの暴力に晒された。その後、自分が戻るまで体制を改めないよう市民に誓わせてから、デルポイに赴いた。同地で神に立法の正しさを認められた後、絶食自殺した。死後遺言により、遺体がスパルタに戻らないよう火葬され海に散骨された。
古代オリンピックをエリスのイピトスとともに創始したとする説もある。

## リュクルゴス体制

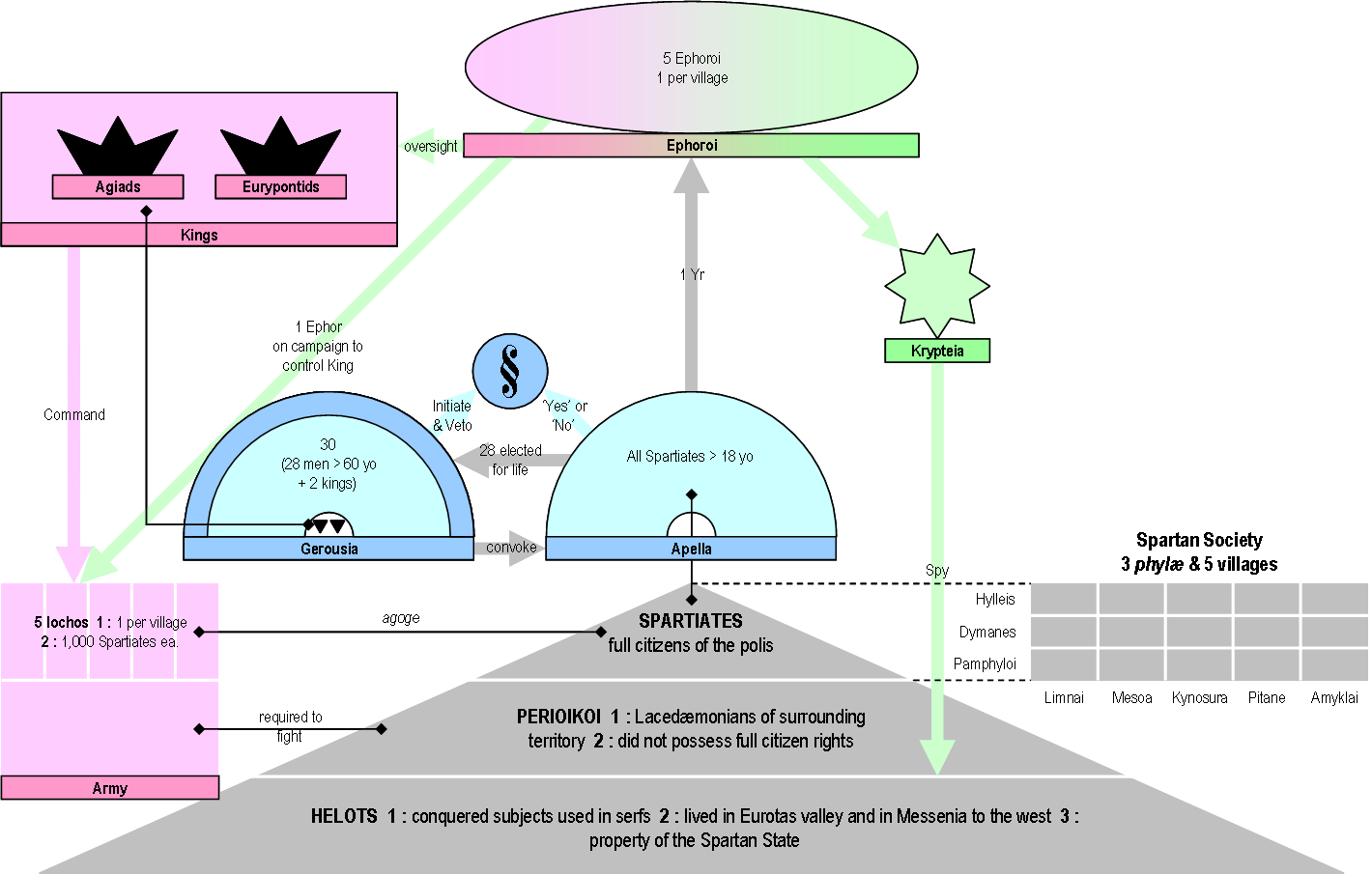
「2人の王」「エフォロイ」などからなるスパルタの国制

プルタルコスによれば、リュクルゴスが授かったデルポイの神託を「レトラ」（契約・法律を意味する）といい、2人の王・28人の長老会（ゲルーシア）・民会（アペラ）の三権分立や、部族の再編成が説かれていた。
リュクルゴスは「レトラ」に加え、土地の再分配による市民の平等、鉄貨の使用、スパルタ教育（アゴーゲー）、共同飲食制度（シュシティア）、軍事制度、一妻多夫の結婚制度・女性制度など、多くの制度を定めた。
後世のテオポンポスとポリュドロスは、これに王と長老の拒否権を加える「追加のレトラ」を足した。

## 名言
プルタルコス「リュクルゴス伝」や『倫理論集（モラリア）』には、ラコニズムを象徴するリュクルゴスの名言が複数伝えられる。

## 受容・研究
後世のスパルタでは、立法の功績により神殿に祀られ、祭日も設けられた。ヘレニズム期に体制は廃れたが、アギス4世やクレオメネス3世により復活が試みられた。
同時代人・スパルタ人自身による史料よりも、古典期（前5世紀）以降の非スパルタ人による史料が現存する。史料の多くは、スパルタが古典期に栄えた理由をリュクルゴス体制による秩序に帰している。とくにプラトン、アリストテレス、ポリュビオスは、理想的な国制や混合政体を論じる上で着目している。同じ立法者であるアテナイのドラコンやソロン、クレタ島のミノスと並称されることもある。プルタルコスは古代ローマのヌマと対比している。
19世紀以降、非実在説と実在説、英雄神説、体制の成立時期や実態などが議論されるようになり、21世紀現代まで膨大な研究がある。とくに1980年代以降、歴史学研究法の発展や考古学の成果により、プルタルコスらの伝える内容は「スパルタの幻影」（英: Spartan Mirage）と呼ばれ、全面的な見直しが進められている。そのなかで、体制の実際の成立時期は前6世紀と推定され、スパルタ人が自国の体制を伝統とみなす「伝統の創造」のためにリュクルゴスに仮託したと推定される。

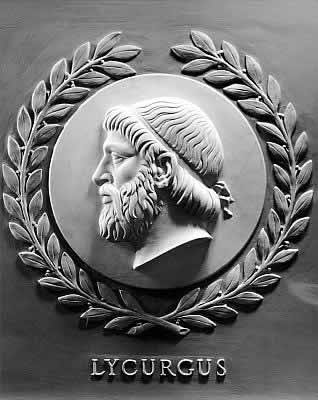
アメリカ合衆国下院議事堂にある23人の法律家のレリーフの1つ。

ベルギーのブリュッセル最高裁判所、アメリカ合衆国最高裁判所、アメリカ合衆国下院議事堂などにレリーフがある。

## 主な史料
- テュルタイオス（英語版）の詩の断片 ※リュクルゴスの名に言及せず体制に言及する[24]。
- ヘロドトス『歴史』1.65 ※現存最古のリュクルゴスの立法への言及[24]。
- トゥキュディデス『戦史』1.18 ※リュクルゴスの名に言及せず体制に言及する[25]。
- エポロスの歴史書の断片
- プラトン『国家』『法律』など
- アリストテレス『政治学』
- クセノポン『ラケダイモン人の国制』
- ポリュビオス『歴史』6.48
- キケロ『国家について』
- プルタルコス『対比列伝（英雄伝）』「リュクルゴス伝」、『倫理論集（モラリア）（英語版）』「王と将軍たちの名言集」「スパルタ人たちの名言集」
- パウサニアス『ギリシア案内記』
- アイリアノス『ギリシア奇談集』